# バイザー

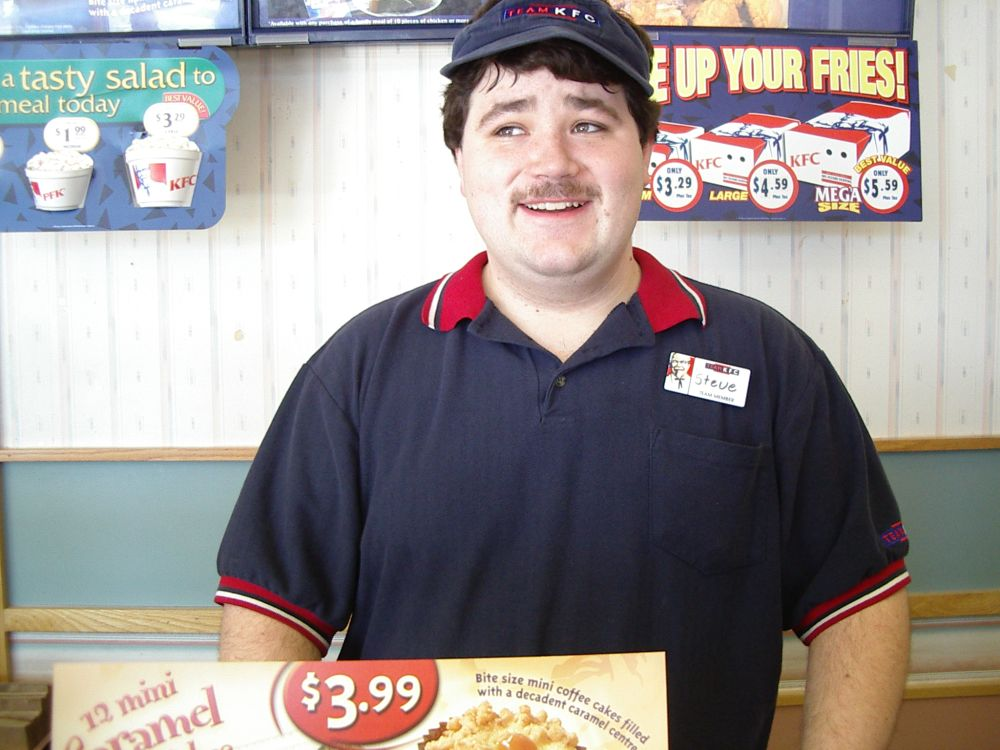
スポーツバイザー

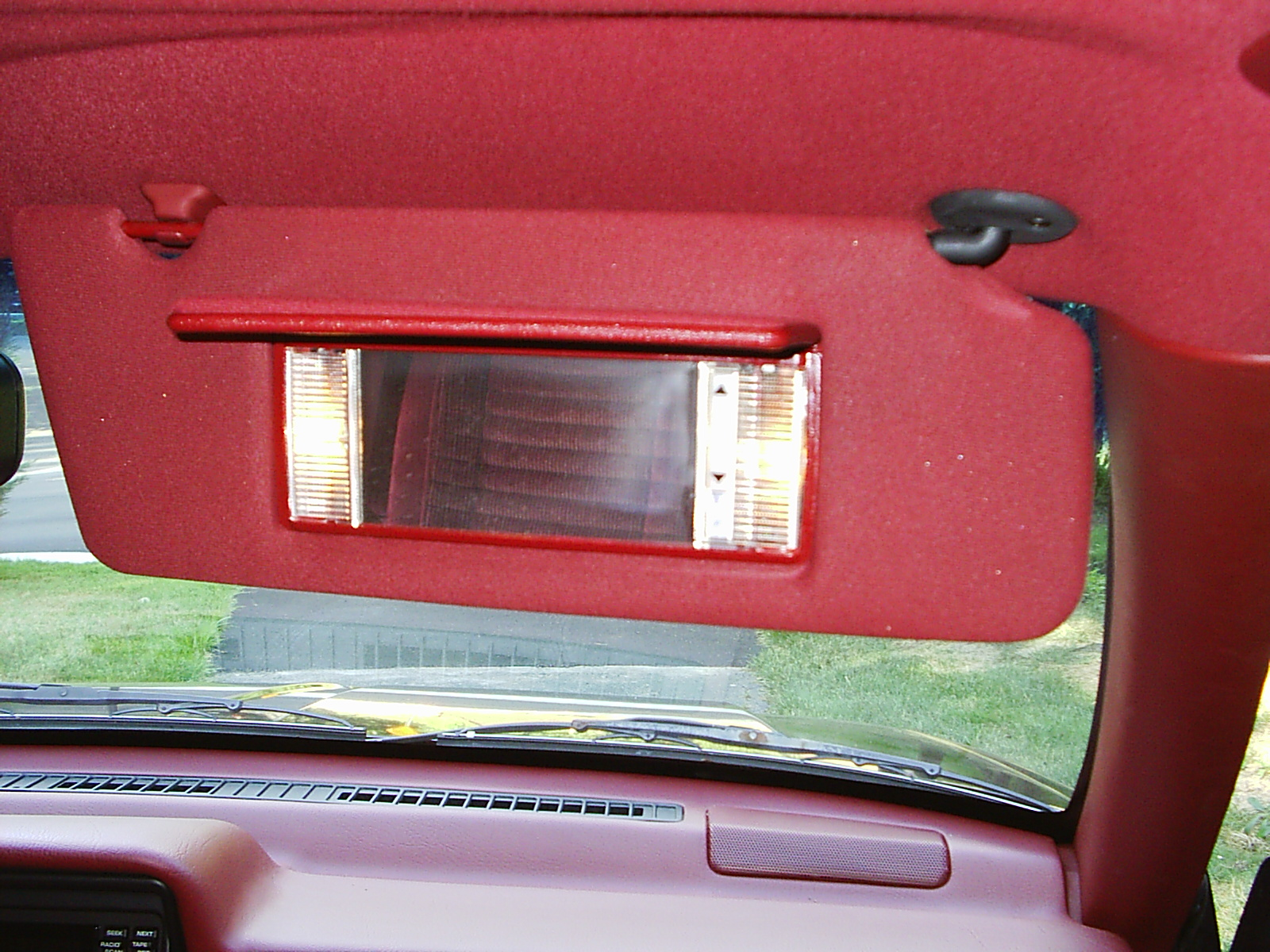
自動車のサンバイザー

バイザー（英語：visor）は、帽子の目庇、自動車などの遮光板、もしくは西洋兜やヘルメットの「目を覆う部分」を指す言葉。

## サンバイザー（帽子）
バイザーは帽子の前方に主に日よけの目的で付与される庇を指し、全周にわたる大きなつばのことはブリム（brim）と呼ぶ。
日本では帽体部分のない、バイザー付きのヘッドバンドのことを「サンバイザー」と呼んでいる。これは英語ではスポーツバイザー（Sports visor）と呼ばれるものである。近年では日焼け防止のため、特に女性が大きいつばのものを着用していることがある。
なお、ファーストフードなどの店員が、布製のものを被っている場合もある。プロ野球の優勝セール時には優勝チーム関連店（百貨店・スーパーマーケット等）の店員が、紙製のものを被っていることがある。
また映画界では、児童向けの作品で紙製のサンバイザーを児童観客に配布するのが定番で、古くは「東映まんがまつり」において児童観客に配布され、同企画のシンボルになっていた。その後同じ東映の『プリキュア』映画シリーズで行っていたが、2016年より廃止、現在は玩具イベント『東京おもちゃショー』で、『プリキュア』を始め、『スーパー戦隊シリーズ』や『仮面ライダーシリーズ』作品のサンバイザーが配布されている。

## サンバイザー（自動車）
詳細はサンバイザーの記事を参照

## サイドウインドウ・バイザー
自動車のサイドウィンドウ（ドアガラス）上方にある横長の雨除けで、大型のものはウエザーガードともいう。雨の日に窓を少し開けても水が浸入しにくい。標準的な商品には装着されておらず、ディーラーオプションの純正品もしくはサードパーティー製の別売り用品となっていることが多い。取り付け箇所は、ドア側ではなくルーフ側。

## メーター・バイザー（オートバイ）
オートバイのメーター周りを覆う小型の風防。透明な樹脂性の物が一般的だが、オフロード車両には不透明な物もある。大型の風防は「ウインド・シールド」として区別され、俗に言う「風防」とはこのタイプを指す場合が多い。基本的にはヘッドライトの上部（＝メーターの前方）に固定される。
日本でカウルの装着が厳しく規制されていた1980年代の前半、スズキ・カタナやホンダ・VT250Fに標準装備された小型のカウルを指す場合もある。建前上「風防（カウル）」とは名乗れなかったため、スピードメーターの風よけという意味でメーター・バイザーと称した。

## メーター・バイザー（自動車）
自動車用の追加メーターのカバー「メーターフード」の中にも、日差しの反射による視認性の低下を防ぐ為の「日よけ」のパーツが設けられている場合があり、これらもメーター・バイザーと呼ぶ場合がある。

## サイド・バイザー
オートバイの風除けのうち、運転者の前にあり横に張り出した部分。レッグシールドともいう。

## ヘルメット・バイザー
四輪用・二輪用ヘルメットの「庇」・「鍔」の部分を指す。古典的なオープンフェース形（ジェットヘル）の場合、ボタンによる着脱が可能な物が多い。基本的にはかなり小型で「日よけ」としての効果はほとんど無いが、オフロードバイク用のヘルメットでは「泥除け」の目的からより大型のバイザーが装着されている（このタイプの場合、分解は可能だが、通常はチンガードとともに装着した状態で使用される）。ヘルメット・バイザーを単に「バイザー」と略す事もあるが、この略語は下記のバイザー・シールドを指す場合もある。

## バイザー・シールド
四輪用・二輪用ヘルメットにおいて、古典的なオープンフェイス形（ジェットヘル）の場合、バイザー部分に装着する方式の透明・半透明のシールドで、固定式のものと可動式のものがある。また、フルフェース形の可動式のものもこれに含まれる。また「シールド・バイザー」と呼ばれる事もあり、単に「バイザー」もしくは「シールド」と略される場合もある。

### 汚れ対策
レース中に虫、泥や水・油、タイヤから剥離したタイヤカスなどでバイザー・シールドが汚れ、視界が妨げられた場合、ティアオフ（tear-off）もしくはロールオフと呼ばれる方式で対処される。

#### ティアオフ
ティアオフ・シールド、もしくは捨てバイザーとも呼ばれる。バイザー・シールドの表面外側全体を覆うように貼られた透明・半透明のシールを剥がすことで汚れた視界に対処する方式である。
デメリットとして、捨てたものが後続車のラジエーターに詰まりオーバーヒートを起こしたりや、F1においては2022年のベルギーグランプリでブレーキダクトに引っかかりピットインせざるえなくなる事態を引き起こした。また、複数枚張り付けることで視界が悪くなったり、複数枚剥がしてしまったり、手袋によって剥がすのが難しかったり、プラスチックを自然環境に捨てることになるため問題視されている。
こういった事情から、2016年には四輪のモータースポーツに適用される国際ルールInternational Sporting CodeのChapter 3、Article 1.2 で、車外にティアオフのフィルムを捨てることを禁止する内容が盛り込まれている。また、二輪においてはライダー同士の話し合いでなるべく捨てないよう自粛が行われていたものの、2024年からは、二輪のAMAナショナルエンデューロ、NEPGユースチャレンジなどの大会で使用が禁止されている。

#### ロールオフ
ロールオフとは、バイザーに長いフィルム巻き付け、汚れたら巻くシステムをヘルメットに付けることで視界を確保する方式である。無線などで手を放さずに巻き取りを行えるタイプなどがある。
デメリットとして、動作不良でロールが巻かれない場合対処できない。フィルムとバイザーの間にゴミが入り込む場合がある。巻き取りシステムで視界が狭まるなどがある。

### ザイロン・バイザー・ストリップ
バイザー・シールドの上側に装着されるザイロン製の帯状の保護具。「スーパーバイザー」とも呼ばれる（偶然だが「監督者」と綴りが同じ）。バイザー・シールド部分はヘルメット本体と比べると脆弱なため、前方からの飛来物が衝突した際の貫通を少しでも防ぐ目的で、視界に影響のない部分に装着される。そのため主にフォーミュラカーレースで使用される。2009年ハンガリーグランプリの予選でフェリペ・マッサ選手のバイザー・シールドに前方を走るマシンから脱落した部品が突き刺さり重傷を負う事故を契機に開発された。